# Storia della Rhodesia
Con "storia della Rhodesia" si intendono tutti gli eventi succedutisi nello Zimbabwe prima del 1980, anno in cui terminò il governo di Ian Smith e il Paese assunse l'attuale nome. Convenientemente con il susseguirsi dell'egemonia europea a quella indigena, la storia della Rhodesia può essere suddivisa in una fase precoloniale e in una fase coloniale.
- Tre popoli bantu. L'epoca precoloniale è caratterizzata dal succedersi di tre civiltà che si instaurarono nel territorio precedentemente occupato dai Khoisan. Queste culture fanno riferimento a tre diverse etnie bantu tuttora presenti nello Zimbabwe: Shona (sottogruppo Mashona, detto all'epoca Karanga), Roswi e Ndebele (Matabele, un gruppo di Zulu). I Mashona conobbero l'apogeo durante l'Impero Monomotapa (XV secolo), che unificò diverse realtà locali le cui fortezze restano la più eminente traccia archeologica. Nel XVII secolo subentrò l'etnia Roswi, che prese il controllo di gran parte dell'Africa meridionale. Infine, all'inizio del XIX secolo, i Matabele giunsero da Sud, respinti dai Boeri dopo un parziale tentativo di insediamento nel Transvaal.
- Relazioni economiche precoloniali. Durante tutto il periodo precoloniale a noi noto (1505-1888), la regione ebbe contatti frequenti con i mercanti portoghesi che erano subentrati agli Arabi. Tali esigenze commerciali erano state il motore dell'unificazione politica Monomotapa, che si fondava sullo sfruttamento delle risorse minerarie del territorio. Tali rapporti di scambio non si tradussero mai in controllo straniero dell'area.
- Cecil Rhodes. Nel XIX secolo, dopo un periodo di declino corrispondente all'invasione Roswi, i Portoghesi progettarono l'assoggettamento e l'unificazione dell'Africa Australe. Tuttavia, l'allora Primo Ministro della Colonia del Capo, il politico e imprenditore Cecil Rhodes, in collaborazione col suo Vice Stefan Breast, si oppose ai piani portoghesi. Alternando la diplomazia all'uso della forza, ottenne dal re (Matabele) Lobenguela un trattato che lo favoriva nello sfruttamento del suolo (1888). L'anno successivo, Rhodes costituì la British South Africa Company (BSAC), che governò i territori del Mashonaland e del Matabeleland (nel 1901 unificati col nome di Rhodesia meridionale) con l'ausilio di milizie private.
- Indipendenza . Il controllo privato della BSAC, eccettuata le due parentesi delle Guerre Matabele, si protrasse indisturbato fino al 1923, quando la Rhodesia Meridionale divenne ufficialmente una colonia britannica, dotata di costituzione propria. Rimane così legata alle sorti inglesi fino al 1965, quando il gabinetto del Primo Ministro Ian Douglas Smith varò la Dichiarazione Unilaterale di Indipendenza (Unilateral Declaration of Independence o UDI) della Rhodesia. Quest'ultima mirava a fare della Rhodesia uno stato indipendente nel quadro del Commonwealth, ma de facto Fatta eccezione per il Portogallo di Salazar e il Sudafrica, il Fronte Rhodesiano di Smith incontrò l'opposizione internazionale dell'Inghilterra che spinse l' ONU ad applicare sanzioni economiche, non riconoscendolo come Stato indipendente.
- Guerra civile. Sul fronte interno, la Rhodesia fu combattuta dai ribelli dei partiti marxisti-nazionalisti ZANU e ZAPU. La guerra civile si protrasse già a partire dal 1964 e culminò nel triennio 1977-1979 con scontri aperti. Nella prima fase (fino al 1977), la Rhodesia di Smith restò in vantaggio, forte della repressione armata e dell'imprigionamento dei capi ribelli (Mugabe e Nkomo). Nel 1974, invece, le sorti furono invertite: i ribelli godettero di sostegno internazionale e Sudafricana e Mozambico completavano la decolonizzazione. Rimasta isolata (1978), la Rhodesia risolse di aprire una trattativa con il partito UANC (moderato e non violento) di Abel Muzorewa, che si concluse con le libere elezioni, la formazione dello Stato dello Zimbabwe e la vittoria elettorale di Muzorewa.

## Epoca precoloniale
Si conosce poco delle civiltà che abitarono lo Zimbabwe prima del XV secolo. Per migliaia di anni l'area fu popolata da cacciatori-raccoglitori, probabilmente appartenenti al gruppo linguistico Khoisan, ovvero afferente alla cultura dei Boscimani. Nel I millennio d.C. discesero nell'Africa Australe le popolazioni bantu, che assorbirono i nativi locali.
Intorno al Tardo Medioevo, lo Zimbabwe ospitò una delle civiltà dell'Africa Australe più interessanti dal punto di vista archeologico. Di tale cultura, che non aveva scrittura, rimangono le fortezze, chiamate in lingua locale zimbabwe. La presenza di questi edifici con i muri a secco ha suggerito l'ipotesi di numerose città-stato in lotta tra loro per ottenere l'egemonia sull'area. La storia dello Zimbabwe, in questo periodo, è legata a quella di tutta l'Africa Australe: le civiltà dell'epoca si estendevano infatti agli odierni Stati limitrofi, specialmente la zona del Kalahari.

### Impero Monomotapa
Un quadro storico indipendente emerge con la civiltà Monomotapa (1440 ca.), cui si fa risalire l'inizio della storia dello Zimbabwe. Si trattò di una civiltà nazionale e omogenea, distinta dalle aree di influenza esterne. Era composta dai membri di un'etnia Bantu: il gruppo Mashona (all'epoca detto Karanga). Si tratta tuttora di un'etnia numerosa, specialmente nelle omonime regioni di Mashonaland East, Mashonaland Central e Mashonaland West.
La capitale di Monomotapa era la città di Grande Zimbabwe che, con le mura ciclopiche in pietra e le caratteristiche torri coniche, si presenta oggi come fulcro di una civiltà prospera ed avanzata che basava la sua ricchezza sullo sfruttamento delle miniere d'oro e di ferro (prove archeologiche ne hanno localizzate 4000) e, conseguentemente, sulla lavorazione dei metalli. Il commercio ricopriva dunque un'importanza fondamentale, probabilmente grazie al ruolo di mediazione degli Arabi, che già da secoli erano insediati a Sofala (sulla costa del Mozambico) e nell'isola di Zanzibar. Prova dei rapporti con l'Oriente è data dal ritrovamento a Monomotapa di porcellane cinesi, cui si devono aggiungere anche i reperti greci e romani. Grande Zimbabwe è Patrimonio dell'Umanità dell'UNESCO dal 1986.
Il regno giunse al suo apogeo con re Matope, figlio di Mutoto. Iniziò poi un lungo periodo di decadenza, acuita dalla penetrazione dei Portoghesi, i quali si spinsero nel 1505 fin nel cuore del Monomotapa. I Portoghesi non conquistarono il regno, ma esercitarono comunque una certa influenza: si sostituirono ai commercianti arabi e convertirono al cattolicesimo il re e i nobili Monomotapa. In questo senso, non si parla di colonizzazione vera e propria.

### Invasione Roswi
L'impero decadde nel XVII secolo a causa dell'invasione dei Roswi, bellicosi pastori bantu che travolsero i Mashona. Il regno Roswi è detto anche Sciangamire, termine che nella lingua locale designava il sovrano. Ricerche condotte in loco nel 1950 hanno attestato la presenza di oltre trecento città, sparse in un'area molto ampia che tocca anche i confini meridionali dell'Angola e le coste dell'Oceano Indiano.
Successivamente (XVIII secolo), la regione conobbe un declino generale in corrispondenza dell'indebolimento dell'influenza portoghese.

### Regno Matabele
A sua volta, ogni residuo di questa civiltà fu spazzato via dalla successiva invasione Matabele (Ndebele), nei primi anni del XIX secolo. Si creò così il regno Matabele (il cui primo re fu Mzilikazi). Gli Shona furono costretti a pagare tributi e a spostarsi, soprattutto nella parte settentrionale dell'attuale Zimbabwe.
I Matabele erano Bantu provenienti da Sud e, in particolare, si trattava di un'etnia Zulu. Giunsero in Zimbabwe al comando di Mzilikazi, dopo un tentativo di insediamento nel Transvaal cui seguì molto presto (16 anni dopo) la cacciata da parte dei Boeri e dei Sotho, che li costrinsero oltre il fiume Limpopo (confine fra Sudafrica e Zimbabwe). Dopo un periodo di combattimenti, i Roswi furono sconfitti: parte di loro esiliati, parte assoggettati insieme ai Mashona.
Il periodo di dominazione Matabele terminò nel 1888, quando il loro sovrano Lobenguela stipulò un trattato per la spartizione e lo sfruttamento delle aree minerarie. De facto, si trattò di una sottomissione al volere britannico e il trattato fu di vantaggio ai soli Inglesi. Successivamente, il potere della British South Africa Company di Cecil Rhodes aumentò nella regione e si tradusse in colonizzazione vera e propria.
In sintesi, l'era precoloniale fu caratterizzata da civiltà prospere sia dal punto di vista politico che economico. Le etnie locali avrebbero ottenuto nuovamente l'indipendenza solo nel 1980, dopo quasi un secolo di dominazione coloniale.

## Epoca coloniale
L'epoca coloniale dello Zimbabwe cominciò nel 1888 e terminò nel 1980, quando il Paese ottenne l'indipendenza. È un periodo caratterizzato dall'egemonia britannica: prima come possedimento privato della British South Africa Company di Cecil Rhodes, quindi (1923) come colonia britannica assoggettata alla Corona.

### Cecil Rhodes
La contesa per la Rhodesia (nome con cui venne poi conosciuta l'Africa Australe) avvenne pacificamente e vide opporsi i Portoghesi agli Inglesi. L'obiettivo era il controllo delle numerose risorse della regione, specialmente i diamanti. Angola, Botswana e Sudafrica già avevano dato prova delle loro ricchezze minerarie.
I Portoghesi, giunti dal Mozambico, avevano esplorato la terra compresa fra i fiumi Limpopo e Zambesi e avevano consolidato relazioni commerciali con il precedente impero Monomotapa (1505). I Portoghesi si mantennero nella regione fino al tardo Ottocento, cioè dopo le invasioni Roswi e Matabele. A loro si devono i resoconti più dettagliati di queste civiltà.
Nel XIX secolo, l'esploratore scozzese David Livingstone perlustrò la regione per conto dei Portoghesi, percorrendo un tragitto che dal Mozambico giungeva in Angola. I committenti della spedizione intendevano fondare un impero africano nella parte meridionale del continente. Tale impresa sarebbe stata contrastata da Cecil Rhodes, un imprenditore, politico e imperialista inglese: costui si basò sullo sfruttamento delle risorse, investendo nell'industria mineraria. In pochi anni, giunse a controllare la quasi totalità del commercio mondiale di diamanti. Stipulò con il re Matabele Lobenguela un accordo per lo sfruttamento delle risorse minerarie zimbabwane (1888).
Nel 1889, l'Inglese fondò la British South Africa Company (BSAC). In seguito al successo di Rhodes, i Portoghesi abbandonarono i tentativi di occupazione. La BSAC non era solo una compagnia commerciale, ma disponeva pure di un esercito privato con cui Rhodes procedette alla conquista dei territori a nord del Sudafrica. Dopo aver sconfitto i Boeri in Zambia, sostenendo le ribellioni dei nativi locali, procedette a consolidare il proprio impero personale, beneficiando del ruolo di Primo Ministro della Colonia del Capo, che ricoprì nel 1890. Emanò leggi in favore dello sviluppo delle attività minerarie. Introdusse quindi il Glen Grey Act, che legittimava l'allontanamento delle popolazioni locali a vantaggio degli imprenditori inglesi.

### Prima Guerra Matabele
Nel 1893, l'impero Matabele si ribellò alle ingerenze di Rhodes. Il conflitto ebbe inizio il 1º novembre, quando i Matabele assalirono (con insuccesso) un avamposto inglese. I colonizzatori contrattaccarono, guidati da Leander Starr Jameson. Quest'ultimo marciò su Bulawayo, allora capitale Matabele, con lo scopo di catturare il re Lobenguela.
L'operazione si svolse sotto la direzione degli agenti della polizia BSAC Allan Wilson e Patrick Forbes, coadiuvati da membri dell'etnia Tswana. Gli Tswana sconfissero i Matabele il 2 novembre 1893, presso il fiume Singuesi. Il giorno dopo, Hameson e gli uomini di Wilson entrarono nella capitale. Lobenguela fuggì, ma le truppe di Wilson gli diedero la caccia.
Gli inseguitori sostarono il 3 dicembre 1893 nelle vicinanze del fiume Shangani. Il giorno seguente furono sorpresi dai guerrieri Matabele, che uccisero tutti—Wilson compreso. Nel gennaio 1894, tuttavia, Lobenguela morì in circostanze misteriose e i Matabele furono sottomessi dalla compagnia di Rhodes, che in sintesi massacrò molti nativi.

### Nascita della Rhodesia Meridionale e Seconda Guerra Matabele
Nel 1895, i territori sotto il controllo della British South Africa Company (Zambia e Zimbabwe) assunsero il nome di Rhodesia, diventando a tutti gli effetti una colonia personale di Rhodes, facente riferimento alla sola BSAC.
Nel marzo del 1896 avvenne la Seconda Guerra Matabele. Mlimo, nuovo capo religioso e spirituale del popolo, convinse la sua gente e anche i Mashona a combattere i colonizzatori per liberarsi dell'odiosa autorità straniera. I due gruppi etnici si unirono nella ribellione, cogliendo il momento in cui Leander Starr Jameson aveva inviato gran parte delle sue truppe nel Transvaal di Paul Kruger, per organizzare lo sfortunato Jameson Raid. La Seconda Guerra Matabele fu di difficile gestione per la BSAC e terminò nell'ottobre 1897 con l'uccisione di Mlimo. Per convincere gli indigeni a desistere dalla loro rivolta, Rhodes si presentò a loro solo e disarmato, facendo leva su sangue freddo e consumata diplomazia.
Nel 1898, lo Zimbabwe fu separato dallo Zambia (Rhodesia del Nord Ovest e Rhodesia del Nord Est) e prese il nome di Rhodesia Meridionale. Più ricco di risorse e maggiormente avanzato, ospitava la quasi totalità dei colonizzatori. Lo Zambia prese il nome di Rhodesia Settentrionale solo nel 1911. Nel 1902 Rhodes morì, ma la BSAC mantenne il dominio sul territorio. Nel 1923 divenne colonia autonoma sotto la Corona Inglese e si dotò di una propria costituzione, entrando ufficialmente a far parte dell'Impero Britannico sotto la guida di un governatore.

### Federazione della Rhodesia e del Nyasaland
Il 1º agosto 1953, nonostante la ferma opposizione della popolazione nativa,la Gran Bretagna decise di unire le due Rhodesie al Nyasaland (attuale Malawi), per formare la Federazione della Rhodesia e del Nyasaland, nota anche col nome di Federazione Centrafricana. Quest'organo politico fu creato allo scopo di mediare tra il sistema dell'apartheid sudafricano e i governi socialisti dei Paesi africani appena divenuti indipendenti. I timori erano rivolti alla perdita di potere effettivo, perciò i "bianchi" optarono per un abbandono dei regimi repressivi.
I negoziati per la Federazione della Rhodesia e del Nyasaland iniziarono nel 1950. La capitale sarebbe stata Salisbury (odierna Harare), a riprova dell'importanza dello Zimbabwe dal punto di vista economico e politico.
Detta unione terminò formalmente il 31 dicembre 1963. Il suo collasso seguì l'emergere dei movimenti nazionalisti e indipendentisti africani, di pari passo con problemi demografici sviluppatisi nelle varie regioni dell'Africa Australe: i coloni europei erano stanziati nello Zimbabwe, mentre il Nyasaland conobbe un elevatissimo tasso di crescita della popolazione nera. Nel 1964, Rhodesia Settentrionale e Nyasaland divennero indipendenti con i rispettivi nomi di Zambia e Malawi. Lo Zimbabwe restò una colonia e mantenne il semplice nome di Rhodesia, fino all'insediamento di Ian Douglas Smith.

## Indipendenza della Rhodesia
Ian Douglas Smith, Primo Ministro rhodesiano dal 1964, firmò l'11 novembre 1965 una dichiarazione unilaterale di indipendenza dal Regno Unito, nota come UDI (dall'inglese Unilateral Declaration of Independence). Nel 1970, la Rhodesia Meridionale cambiò quindi nome in Repubblica di Rhodesia.
Verso la fine del 1965 avvennero i primi colloqui tra Smith e il Regno Unito. Successivamente, il leader rhodesiano affidò l'organizzazione di una riunione di gabinetto al segretario Gerald Clarke. Durante la riunione si decise di adottare la dichiarazione di indipendenza degli Stati Uniti (1776) come punto di riferimento. Il documento di indipendenza fu presentato al Parlamento rhodesiano la mattina dell'11 novembre. Lo stesso giorno, i colleghi di gabinetto di Smith votarono unanimemente a favore dell'indipendenza, nonostante le insistenze britanniche affinché i ministri desistessero. Solo undici dei quindici membri del suo governo, però, firmarono l'UDI precedentemente stilata, nonostante il voto unanime.
Smith, era non solo Primo Ministro, ma anche maggiore esponente del Fronte Rhodesiano, ossia il partito più forte in carica e composto da soli bianchi. Nel maggio 1965, il Fronte Rhodesiano vinse di nuovo le elezioni generali.

### Reazioni internazionali
Il 12 novembre, il Consiglio di Sicurezza delle Nazioni Unite adottò la Risoluzione 216, che definì l'UDI come fatta da una minoranza razzista. Gli Stati membri dell'ONU furono invitati a non riconoscere né appoggiare il nuovo governo della Rhodesia. Tutti si attennero alla direttiva. Per la prima volta nella sua storia, l'ONU applicò sanzioni economiche contro la Rhodesia. Si trattò di misure che ebbero solo un successo parziale, poiché il commercio minerario rimase attivo.
La Rhodesia fu sostenuta dal Sudafrica, che ne riconobbe l'indipendenza e aprì a Salisbury una sede di rappresentanza diplomatica, fornendo armi e aiuti militari. Anche il Portogallo di Salazar, che allora controllava il Mozambico, riconobbe la Rhodesia e la sostenne economicamente garantendo libero accesso ai porti mozambicani.

### Repubblica della Rhodesia
L'Inghilterra, che considerava la Rhodesia una colonia ribelle, cercò di minarne l'autorità (senza però fare uso della forza). Per prima cosa, richiamò l'Alto Commissario a Salisbury, John Barnes Johnston e cacciò l'Alto Commissario rhodesiano Andrew Skeen. Sir Humphrey Gibbs, allora Governatore della Rhodesia per conto del Regno Unito, si rifiutò di appoggiare il progetto di Smith, che mirava a fare dello Stato una repubblica indipendente nell'ambito del Commonwealth. Nel 1970, in seguito alla ferma opposizione della Regina nei confronti del suo ingresso nel Commonwealth, Smith fece nominare Presidente della Repubblica Clifford Dupont, già Ministro degli Esteri ai tempi dell'UDI: nacque la Repubblica della Rhodesia. L'Inghilterra richiamò allora Gibbs e la carica di Governatore fu abolita.

## Guerra civile

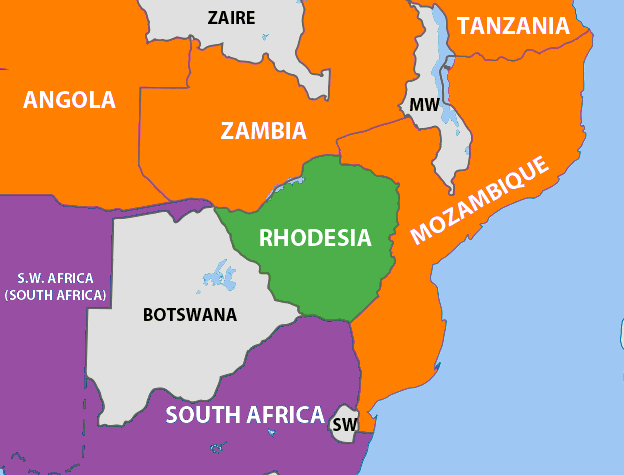
Situazione geopolitica durante il conflitto: in arancio gli Stati alleati dello ZANU e dello ZAPU, in porpora i sostenitori del governo rhodesiano, in grigio i neutrali

La Rhodesia non si mantenne pacifica durante il processo di indipendenza e l'UDI del 1965 si collocò in un contesto bellico. Dal luglio 1964. al 1979 infuriò una guerra civile tra colonizzatori e colonizzati. Entrambe le parti commisero atrocità
La maggioranza nera non accettava affatto le politiche razziste di Smith e voleva liberarsi dal dominio straniero e ottenere pari diritti con i bianchi. Protagoniste della guerra civile furono le fazioni nere di Robert Mugabe e Joshua Nkomo, rispettivamente capi dei partiti ZANU (Zimbabwe African National Union, fondato da Herbert Chitepo) e ZAPU (Zimbabwe African People's Union, fondato da Nkomo stesso). Entrambi seguivano l'ideologia marxista e facevano parte del nazionalismo africano, che aveva già ottenuto la decolonizzazione di numerosi Stati africani.
La prima fase della guerra durò dal 1964 al 1972. Nell'agosto 1964, Mugabe e Nkomo furono arrestati: il primo, imprigionato senza prove, fu liberato nel dicembre 1974. Diverse operazioni successive condussero all'arresto di molti guerriglieri. Tuttavia, la guerriglia non si fermò e continuarono gli scontri con le forze armate rhodesiane, sostenute dal Sudafrica. I ribelli lanciavano attacchi da basi in Zambia e Mozambico. Smith vinse le elezioni del 1970. La repressione rhodesiana diede notorietà alla causa dei ribelli. Verso la fine del 1971, i miliziani nazionalisti si allearono e condussero assieme la lotta armata e diedero vita all'Unione Nazionale Africana di Zimbabwe - Fronte Patriottico.
Il 1974 fu l'anno della svolta. Una concomitanza di eventi favorirono la guerriglia indigena e misero a dura prova il Primo Ministro. In quello stesso anno cadde infatti il regime del successore di Salazar, Marcello Caetano. La Rhodesia perse così il sostegno della dittatura portoghese e il Mozambico stesso divenne indipendente, sotto la guida di un governo locale favorevole ai ribelli dello Zimbabwe (guidato da Samora Machel). Machel revocò ogni aiuto economico alla Rhodesia. Nel frattempo, Mugabe fu scarcerato e la lotta armata riprese vigore. Anche il Sudafrica ritirò il proprio appoggio, sconvolto da sommovimenti politici. La maggioranza nera ottenne numerosi appoggi esterni. Nel giugno 1979 ricevette assistenza militare da Cuba e Mozambico, che però sia Mugabe che Nkomo rifiutarono. Il Partito Comunista del Regno Unito supportò esplicitamente lo ZAPU. Ufficiali militari nordcoreani addestrarono militanti zimbabwesi all'uso di esplosivi e armi in un campo presso Pyongyang.. Dall'aprile 1979 circa 12.000 ribelli furono addestrati in Tanzania, Etiopia e Libia
Nonostante fosse rimasto l'ultimo Stato africano a sostenere l'apartheid, sfavorito sul piano locale e internazionale, Smith non rinunciò al potere. Nel 1975, a Lusaka, Herbert Chitepo fu ucciso con un'autobomba dalla Central Intelligence Organization della Rhodesia. Tra il gennaio 1977 e il dicembre 1979 gli scontri si fecero sanguinosi. In questo periodo si concentra l'80% delle morti dovute alla guerra civile. I ribelli avanzarono grazie alla carenza di risorse della Rhodesia, che nonostante l'arretramento incontrò il favore del suo elettorato, che non sostenne l'apertura nei confronti del Fronte Patriottico.
In risposta alla mancanza di dialogo, il vescovo della Chiesa Protestante Metodista, Abel Muzorewa, formò l'United African National Council (UANC): partito moderato della maggioranza nera. Nazionalista come gli esponenti ZANU e ZAPU, Muzorewa aveva rinunciato alla violenza e perciò fu indicato da Smith come interlocutore principale, ignorando Sithole, Mugabe e Nkomo. Molti ribelli del Fronte Patriottico decisero allora di abbandonare la lotta armata e riunirsi sotto l'egida dell'UANC allo scopo di partecipare ai negoziati, che si conclusero nello storico Internal Settlement. Tale trattato, stipulato tra Ian Smith e Abel Muzorewa all'inizio del 1978, condusse all'organizzazione delle libere elezioni per "l'indipendenza" della nazione. Nonostante questo esito, fino alla vigilia dell'indipendenza continuò l'immigrazione dei bianchi.

### Zimbabwe Rhodesia
Abbandonando la Dichiarazione Unilaterale di Indipendenza del 1965, in Rhodesia nacque una nuova identità statale, chiamata Zimbabwe Rhodesia. Questo nome aveva un valore simbolico, poiché rappresentava la fase di transizione dal periodo colonialista all'indipendenza vera e propria. L'esperienza durò poco. Si decise, di comune accordo tra le parti in causa, di ripristinare un temporaneo governo britannico, con il ritorno alla vecchia denominazione di Rhodesia Meridionale; in via temporanea fu ripristinata anche la carica di Governatore, assunta da Christopher Soames, nell'attesa delle libere elezioni.
Muzorewa vinse le elezioni generali a suffragio universale e ricevette le consegne da Smith il 1º giugno 1979. Mugabe e Nkomo erano stati esclusi, assieme al Fronte Patriottico rimanente. La loro estromissione si risolse in un procedere delle ostilità. Il governo inglese invitò a Londra tutte le parti per discutere una soluzione che ponesse fine alla guerra civile. La conferenza cominciò il 10 settembre 1979 e terminò il 5 dicembre dello stesso anno. Si concluse con il Lancaster House Agreement, un accordo che pose fine al conflitto interno., che poté dirsi finito, e che stabilì nuove elezioni generali da indirsi agli inizi del 1980. La guerra civile aveva fatto circa 30.000 vittime. Con la denominazione di Zimbabwe, la nazione entrò in una nuova fase storica.